# Tegerfelden
Tegerfelden là một đô thị ở huyện Zurzach, bang Aargau, Thụy Sĩ. Diện tích là 7,11 km2. Các đô thị giáp ranh: Baldingen, Döttingen, Rekingen, Unterendingen, Würenlingen, Zurzach